# Collegio uninominale Lombardia 1 - 03 (2020)
Il collegio elettorale uninominale Lombardia 1 - 03 è un collegio elettorale uninominale della Repubblica Italiana per l'elezione della Camera dei deputati.

## Territorio
Come previsto dalla legge n. 51 del 27 maggio 2019, il collegio è stato definito tramite decreto legislativo all'interno della circoscrizione Lombardia 1.
È formato dal territorio di 33 comuni della città metropolitana di Milano: Basiano, Bellinzago Lombardo, Bussero, Cambiago, Carugate, Cassano d'Adda, Cassina de' Pecchi, Cernusco sul Naviglio, Cologno Monzese, Gessate, Gorgonzola, Grezzago, Inzago, Liscate, Masate, Melzo, Pantigliate, Peschiera Borromeo, Pessano con Bornago, Pioltello, Pozzo d'Adda, Pozzuolo Martesana, Rodano, San Donato Milanese, San Giuliano Milanese, Segrate, Settala, Trezzano Rosa, Trezzo sull'Adda, Truccazzano, Vaprio d'Adda, Vignate e Vimodrone.
Il collegio è parte del collegio plurinominale Lombardia 1 - 02.

## Eletti
| Elezione | Elezione | Deputato           | Partito           |
| -------- | -------- | ------------------ | ----------------- |
|          | 2022     | Lucrezia Mantovani | Fratelli d'Italia |

## Dati elettorali

### XIX legislatura
Come previsto dalla legge elettorale, 147 deputati sono eletti con sistema a maggioranza relativa in altrettanti collegi uninominali a turno unico.
| Candidati                                 | Candidati                    | Voti    | %     | Liste                          | Voti    | %     |
| ----------------------------------------- | ---------------------------- | ------- | ----- | ------------------------------ | ------- | ----- |
|                                           | Lucrezia Mantovani ✔️ Eletto | 109 301 | 43,82 | Fratelli d'Italia              | 63 047  | 25,28 |
| Lega per Salvini Premier                  | Lucrezia Mantovani ✔️ Eletto | 109 301 | 43,82 | 25 378                         | 10,18   |       |
| Forza Italia                              | Lucrezia Mantovani ✔️ Eletto | 109 301 | 43,82 | 18 856                         | 7,56    |       |
| Noi moderati/Lupi - Toti - Brugnaro - UDC | Lucrezia Mantovani ✔️ Eletto | 109 301 | 43,82 | 2 020                          | 0,81    |       |
|                                           | Paolo Romano                 | 75 479  | 30,26 | Partito Democratico-IDP        | 54 081  | 21,68 |
| Alleanza Verdi e Sinistra                 | Paolo Romano                 | 75 479  | 30,26 | 10 694                         | 4,29    |       |
| +Europa                                   | Paolo Romano                 | 75 479  | 30,26 | 9 696                          | 3,89    |       |
| Impegno Civico - Centro Democratico       | Paolo Romano                 | 75 479  | 30,26 | 1 008                          | 0,40    |       |
|                                           | Livia Achilli                | 26 420  | 10,59 | Azione - Italia Viva - Calenda | 26 420  | 10,59 |
|                                           | Elena Calogero               | 25 188  | 10,10 | Movimento 5 Stelle             | 25 188  | 10,10 |
|                                           | Olga Pellegrino              | 4 718   | 1,89  | Italexit                       | 4 718   | 1,89  |
|                                           | Osvaldo Colombo              | 3 472   | 1,39  | Unione Popolare                | 3 472   | 1,39  |
|                                           | Francesco Toscano            | 2 955   | 1,18  | Italia Sovrana e Popolare      | 2 955   | 1,18  |
|                                           | Barbara Chiorrini Dezi       | 1 649   | 0,66  | Vita                           | 1 649   | 0,66  |
|                                           | Nadia Della Corte            | 227     | 0,09  | Noi di Centro – Europeisti     | 227     | 0,09  |
| Totale                                    | Totale                       | 249 409 | 100   |                                | 249 409 | 100   |
|                                           |                              |         |       |                                |         |       |
| Voti non validi                           | Voti non validi              | 8 569   | 3,32  |                                |         |       |
| Votanti                                   | Votanti                      | 257 978 | 70,84 |                                |         |       |
| Elettori                                  | Elettori                     | 364 173 |       |                                |         |       |